# Lallujärvi
Lallujärvi är en sjö i Finland. Den ligger i kommunen Hausjärvi i landskapet Egentliga Tavastland, i den södra delen av landet, 60 km norr om huvudstaden Helsingfors. Lallujärvi ligger 133 meter över havet. I omgivningarna runt Lallujärvi växer i huvudsak barrskog. Arean är 48,3 hektar och strandlinjen är 3,37 kilometer lång. Sjön  ingår i Vanda å huvudavrinningsområde. 